# Такахаси Тикудзан
Такахаси Тикудзан (яп. 高橋竹山), имя при рождении Такахаси Сададзо (яп. 高橋 定蔵, 18 июня 1910, Накахиранай — 5 февраля 1998, Хиранай) — японский музыкант и композитор, известный виртуозный исполнитель игры на сямисэне, в жанре цугару-дзямисэн.

## Биография
Такахаси Такудзан родился в селе Накахиранай (ныне поселок Хиранай) уезда Хигасицугару в префектуре Аомори. Он потерял зрение в возрасте около двух-трёх лет от кори, прежде чем стать учеником странствующего музыканта Тода Дзудзиро игравшего в жанре цугару-дзямисэн, проходившего недалеко от села Накахиранай. Перед Второй мировой войной он провел много лет, путешествуя по региону Тохоку и острову Хоккайдо, играя перед порогами домов и зарабатывая деньги на жизнь, как только можно. 2 марта 1933 года Такахаси Тикудзан остановился в гостинице «Тамагава» на побережье санрику и посреди ночи пережил сильное землетрясение. Из-за землетрясения, известного как Санрикуское землетрясение 1933 года, и последовавшего после него цунами отель был разрушен. Такахаси после начала землетрясения смог эвакуироваться из отеля на гору позади здания непосредственно перед наступлением цунами. В 1938 году в селе Хигасихиранай (3 марта 1955 года вошло в состав посёлка Хиранай) женился на Наё, Итако (профессия) того же возраста, что и сам Такахаси Такудзан. В апреле 1944 года с усилением войны на Тихом океане стало трудно зарабатывать на жизнь игрой на сямисэне и Такахаси Тикудзан, вынуждено временно уходит из мира искусства, и поступает в префектурную школу Хатинохе для слепых, чтобы получить квалификацию иглоукалывателя и массажиста, которую закончил в марте 1949 года. После войны он стал более известным, сначала как концертмейстер для Нарита Утику, знаменитой певицы народных песен региона Цугару (которая и назвала его "Тикудзан"), и впоследствии как сольный исполнитель в жанре цугару-дзямисэн. Его выступления начиная с декабря 1973 года на протяжении многих лет регулярно проводились в небольшим театром под названием «Сибуя Дзиан-Дзиан» в районе Сибуя в Токио, который был открыт с 1969 по 2000 год. Они часто представляли собой длинные сольные импровизации, которые он называл «Иваки», в честь самой высокой горы в регионе Цугару.
В 1975 году Такахаси Тикудзан опубликовал автобиографию «Цугару-дзямисэн путешествие в одиночку». В 1977 году режиссером Канэто Синдо был снят японский биографический «Одинокое путешествие Тикудзана», основанный на жизни Такахаси Тикудзанаю, который был представлен в качестве представителя от Японии на Московском международном кинофестивале 1977 год. В Фильме роль Такахаси Тикудзан сыграл Рюдзо Хаяси. В 1986 году Такахаси Тикудзан впервые выступал в Соединённых Штатах, и это турне, сделало известным на весь мир жанр игры на сямисэне цугару-дзямисэн. Такахаси Тикудзан провёл в США 10 концертов в 7 городах, включая Нью-Йорк, Вашингтон, Балтимор, Сан-Франциско, Лос-Анджелес, Гонолулу. Газета The New York Times прокомментировала игру Такахаси Тикудзана: «он как экстрасенс, сглаживающий резонанс сердце слушателей, собирающихся вместе. Он не столько мастер, сколько маг». 21 февраля 1993 года умерла Наё жена Такахаси Тикудзан. В мае 1996 года у Такахаси Тикудзана диагностирован рак гортани и госпитализировали. После прохождения лучевой терапии он был выписан в сентябре. 5 февраля 1998 года Такахаси Тикудзан умер от рака гортани в центральной больнице посёлка Хиранай в возрасте 87 лет.
Его самый известный ученик, женщина, взявшая имя Такахаси Тикудзан II, которая продолжает исполнять музыку из репертуара Такахаси Тикудзана. За свою долгую жизнь Такахаси Тикудзан выпустил огромное количество записей, некоторые из которых до сих пор находятся в продаже.

## В культуре и искусстве
- Одинокое путешествие Тикудзана[англ.] — японский биографический фильм 1977 года, основанный на жизни Такахаси Тикудзана.[3]